# Anello G
L'anello G è uno degli anelli esterni del pianeta Saturno ed è situato al di fuori degli anelli più brillanti.
È un anello debole di polvere ed occupa una regione dominata dalle orbite di Giano ed Epimeteo; è stato scoperto nel 1980 dalla sonda Voyager I e studiato dalla sonda Cassini nel 2006.
Secondo recenti studi, le polveri di cui è formato l'anello deriverebbero dai resti di una luna del pianeta, e che grazie all'influenza gravitazionale di Saturno e di una delle sue lune, Mimas, abbiano preso la forma attuale.
Una sequenza di immagini mostra un arco luminoso che collega il bordo interno dell'anello (una fascia larga 7 000 km), che a volte sembra essere più luminoso del resto dell'anello G. Questa luminosità dovrebbe essere dovuta agli scontri che avvengono tra residui ghiacciati che interagiscono con la gravità di Mimas. Alcuni ipotizzano addirittura che l'anello G sia venuto all'esistenza a causa di impatti con Mimas dai quali sono poi provenute le polveri che distribuendosi attorno a Saturno hanno formato l'anello.
Le dimensioni delle particelle che costituiscono la sua struttura variano da qualche micrometro a qualche millimetro. Il suo periodo orbitale è pari a 19h 52m 43s.

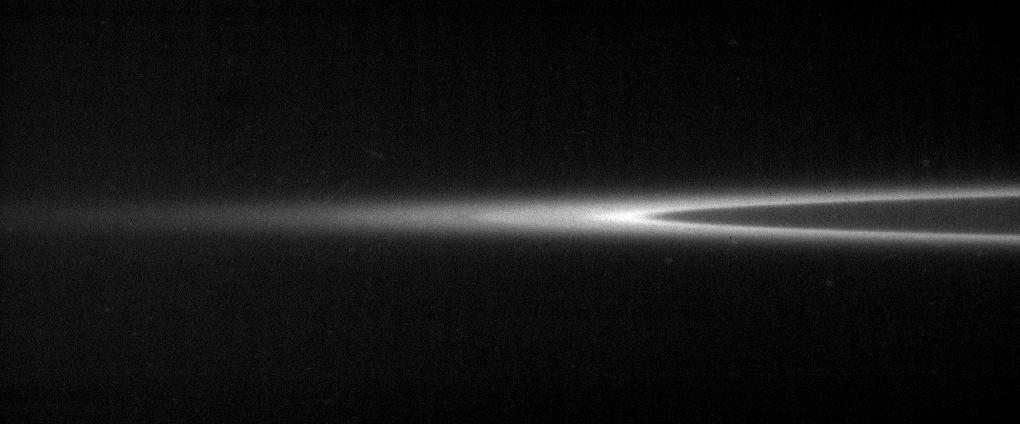
Immagine dell'anello G di Saturno

## Fonti
- http://www.mystars.it/